# Museu del Port de Tarragona
El Museu del Port de Tarragona, organisme dependent de l'Autoritat Portuària de Tarragona, que gestiona el Port de Tarragona, és un museu principalment dedicat a documentar i donar a conèixer el mateix Port així com el seu entorn.
Les instal·lacions són un antic magatzem construït al primer terç del segle xx, que l'any 2000 passa d'espai portuari a espai cultural.
El Museu mostra el patrimoni marítim i portuari de la costa catalana a través del temps; des que els romans arribaren a l'antiga Kesse, i la transformaren en Tàrraco fins a l'expansió dels segles XIX i XX. L'espai expositiu pretén explicar la relació de Tarragona amb el mar; els oficis, el port pesquer vinculat a l'emblemàtica del Serrallo, el port esportiu i les embarcacions creades a la ciutat (com la puça, el bot balandre d'esbarjo de poca eslora). L'exposició es complementa amb la col·lecció d'Esteve Galindo, conjunt de models a escala de tota mena de vaixells
En el seu vintè aniversari fou temporal ubicat en un dels altres Tinglados del Moll mentre la seva seu original era completament reformada i museïtzada de nou. La re-inauguració es produí el 17 de juliol de 2021.